# Centerpiece
Centerpiece  (auch Center Piece Blues) ist ein Jazzstandard aus dem Jahr 1958, der 1959 veröffentlicht wurde. Die Melodie wurde von Harry „Sweets“ Edison mit Bill Tennyson geschrieben; der Text, der für die Einspielung des Albums The Hottest New Group in Jazz von Lambert, Hendricks & Ross 1960 entstand, stammt von Jon Hendricks.
1958 wurde die originale Instrumentalfassung auf Edisons Album Sweetenings (1959) veröffentlicht, das im November 1958 aufgenommen worden war. Der Song ist ein Liebeslied in der Form eines Jazz-Blues, wobei der Text darauf hinweist, dass sich der Sänger ohne seine Geliebte unvollständig fühlt. Beide Strophen enden mit den Versen:

„But nothing's any good without you

Cause baby you're my centrepiece“

„Aber nichts ist gut ohne dich

Denn Baby du bist mein Herzstück.“

Harry Edison war bei den Aufnahmen für Lambert, Hendricks & Ross mit einem Trompetensolo beteiligt. Ihre Fassung des Songs, die von Teo Macero und Irving Townsend produziert wurde, wurde auch auf Single ausgekoppelt.

## Coverversionen
Eine frühe, instrumentale Einspielung von John Coltrane und Milt Jackson, die 1959 bei den Aufnahmen zum Album Bags & Trane entstand, wurde zunächst nicht veröffentlicht. 
Joni Mitchell baute den Song 1975 als Mittelteil in ihrem eigenen Lied Harry's House auf Album The Hissing of Summer Lawns ein. Die Jazzsängerin Roseanna Vitro nahm den Song 1984 auf ihrer Debüt-LP Listen Here auf. 1995 nahm Al Grey (mit Edison und Junior Mance) den Titel auf.